# Karosserie Alexis Kellner
Die Karosserie Alexis Kellner AG waren ein deutscher Hersteller von Karosserien mit Sitz in Berlin.

## Geschichte
Gegründet von Generalkonsul Alexis Kellner (1880–1953) im Jahre 1910 ließ sich der Betrieb in der Kaiserin-Augusta-Allee 101 in Berlin-Moabit nieder.
Ein in der Forschungsbibliothek Gotha aufbewahrtes, um 1914 entstandenes Fotoalbum der Firma nennt dagegen Kaiserdamm 26/27 in Berlin-Westend als Adresse.
Bereits 1911 auf der Internationalen Automobilausstellung Berlin fanden die Kellner-Karosserien großes Aufsehen und wurden vielfach verkauft. Als Kellners frühe Erfindungen galten unter anderem eine versenkbare Scheibe hinter dem Fahrersitz, mit der man aus einem geschlossenen Fahrzeug in kurzer Zeit ein offenes machen konnte, verdeckte Motorhaubenscharniere und ein Reisekoffer, der auf dem Trittbrett angebracht war.
1920 lieferte sich Kellner einen Plagiatsstreit mit dem württembergischen Karosseriehersteller Drauz um die Urheberschaft an einer Karosserieform, der mit Anzeigen unter der Überschrift „Großstadt oder Provinz“ in der Motorpresse ausgetragen wurde.
Besonders in den 1920er-Jahren war die Firma für luxuriöse Aufbauten – meistens Cabriolets und nur Einzelanfertigungen (z. B. auf Horch-Fahrgestellen) – bekannt. Die Fahrzeuge mit ansprechender Linienführung waren mit viel Plüsch und Holzverkleidungen ausgestattet. Auch war Alexis Kellner die einzige Marke der Branche, die bereits damals mit nackten Frauen für ihre Produkte warb.
1926 propagierte Kellner die Ballonkarosserie, die die geringe Verwindungssteifigkeit damaliger Fahrgestelle dadurch ausgleichen wollte, dass dieser neuartige Karosserietyp nur an drei Punkten gelenkig (also schwimmend) am Fahrgestell aufgehängt war. Die Sitze sollten fest mit dem Fahrgestell verbunden sein. Dadurch erhoffte man sich, leichtere Karosserien verwenden zu können, die die Verwindungen des Fahrgestells nicht mitmachen müssten. Das Bild einer Karosserie, die gleichsam wie ein Ballon über Fahrgestell und Insassen schwebte, stellte man sich vor. Allerdings ließ sich diese Idee wegen technischer Schwierigkeiten nicht realisieren.
Nachdem der Betrieb zwischenzeitlich circa 200 Beschäftigte hatte, geriet die Firma aufgrund fehlender Nachfrage 1929 in wirtschaftliche Schwierigkeiten und 1930 in Konkurs. Im gleichen Jahr wurden die Namens- und Patentrechte an den Wettbewerber Drauz in Heilbronn verkauft, der u. a. das Kellner-Patent zur Verwendung eines Lederriemens in der Mitte über dem Verdeck gegen das Aufwölben des Stoffdachs bei schneller Fahrt im Cabrio-Bau für Ford-Deutschland verwendete. Drauz errichtete dann in Heilbronn die Karosserie Alexis Kellner GmbH, die aber nur als Vertriebsgesellschaft für Drauz-Karosserien diente.